# Full Fat
 (mars 2020).
Si vous disposez d'ouvrages ou d'articles de référence ou si vous connaissez des sites web de qualité traitant du thème abordé ici, merci de compléter l'article en donnant les références utiles à sa vérifiabilité et en les liant à la section « Notes et références ».
Full Fat est un studio de développement de jeux indépendants britannique fondée en 1996. La société a développé beaucoup de jeux pour consoles portables, dont la Game Boy, la Game Boy Advance, la Nintendo DS, la PlayStation Portable (PSP) et pour mobiles (iOS et Android). Elle a également développé des jeux pour Dreamcast, Wii et PC.
Originellement basée à Leamington Spa, la société emménagea à Coventry en 2001, puis à Warwick en 2011. 

## Titres développés
- iPhone / iPad
  - NFL Kicker!
  - NFL Flick Quarterback
  - Flick Soccer!
  - Flick Golf Extreme!
  - Coin Drop
  - Hotspot Football
  - Flick Golf!
  - Zombie Flick
  - Deadball Specialist
  - Agent Dash
- Android
  - NFL Kicker!
  - NFL Flick Quarterback
  - Flick Soccer!
  - Flick Golf Extreme!
  - Coin Drop
  - Flick Golf!
  - Agent Dash
- DS
  - Harry Potter et les Reliques de la Mort : Première Partie : Publié par EA
  - Harry Potter et les Reliques de la Mort : Deuxième Partie : Publié par EA
  - Les Sims 2 : Mes petits compagnons : Publié par EA
  - Les Sims 2 : Naufragés : Publié par EA
  - Les Sims 2 : Animaux et Cie : Publié par EA
  - Spore Hero Arena : Publié par EA
  - Littlest Pet Shop : Publié par EA
  - Jambo! Safari : Publié par SEGA
  - Biker Mice from Mars
  - Harlem Globetrotters: World Tour
  - Sega Presents: Touch Darts
- GBA
  - Billy et Mandy, aventuriers de l'au-delà
  - Harlem Globetrotters: World Tour
  - Pac-Man World 2
  - Pac-Man World
  - Ms. Pac-Man Maze Madness
  - Backyard Skateboarding
  - Beyblade G-Revolution
  - Beyblade VForce: Ultimate Blader Jam
  - SimCity 2000
  - Aggressive Inline
  - Dave Mirra Freestyle BMX 2
  - Dave Mirra Freestyle BMX 3
  - Justice League: Chronicles
  - Punch King
  - Le Petit Dinosaure
- PSP
  - Sid Meier's Pirates! : Publié par 2K
  - Xyanide
- Wii
  - My Sims Collection : Publié par EA
  - Littlest Pet Shop : Publié par EA
  - Jambo! Safari : Publié par SEGA